# Telematika
Telematika (slovo vzniklo kombinací slov telekomunikace a informatika) je technologický obor zabývající se kombinací přenosu a zpracování dat se zobrazovacími a jinými sdělovacími systémy a prostředky. Využívá jej i moderní logistika.
Nejznámější aplikací je dopravní telematika, pod níž spadají navigační systémy, systémy řízení dopravy, systémy poskytování aktuálních informací uživatelům veřejné dopravy i dopravcům a účastníkům provozu atd. Pro zjištění polohy přístroje nebo vozidla se používají například technologie GPS.
Telematické aplikace (inteligentní dopravní systémy) jsou moderní informační a komunikační technologie, které přímo na pozemní komunikaci sledují a vyhodnocují konkrétní charakteristiky provozu, informují o aktuální dopravní situaci nebo provoz na komunikaci podle stanovených pravidel bezprostředně řídí.
Telematické systémy umožňují v daném úseku komunikace průběžně sledovat a vyhodnocovat charakteristiky dopravního proudu (hustotu provozu, intenzitu provozu, průměrnou rychlost proudu vozidel, odstupy vozidel apod.), meteorologické informace (teplotu vzduchu, teplotu povrchu vozovky, srážky, viditelnost, bod mrznutí, apod.) nebo například skladbu vozidel, jejich hmotnost, průjezd kradených automobilů atd. Informace a data jsou zpracovávány v Národním dopravním informačním centru (NDIC). Prostřednictvím dalších telematických technologií jsou informace publikovány (proměnné tabule, proměnné značky) pro řidiče nebo je provoz jimi přímo řízen (liniové řízení provozu).